# Caroline Seger
Caroline Seger (ur. 19 marca 1985 w Gantofta k. Helsingborga) – szwedzka piłkarka grająca na pozycji pomocnika, zawodniczka Linköpings FC i reprezentacji Szwecji. Trzykrotna brązowa medalistka mistrzostw świata (2011, 2019, 2023), trzykrotna brązowa medalistka mistrzostw Europy (2005, 2013, 2022) oraz dwukrotna wicemistrzyni olimpijska (2016, 2020).

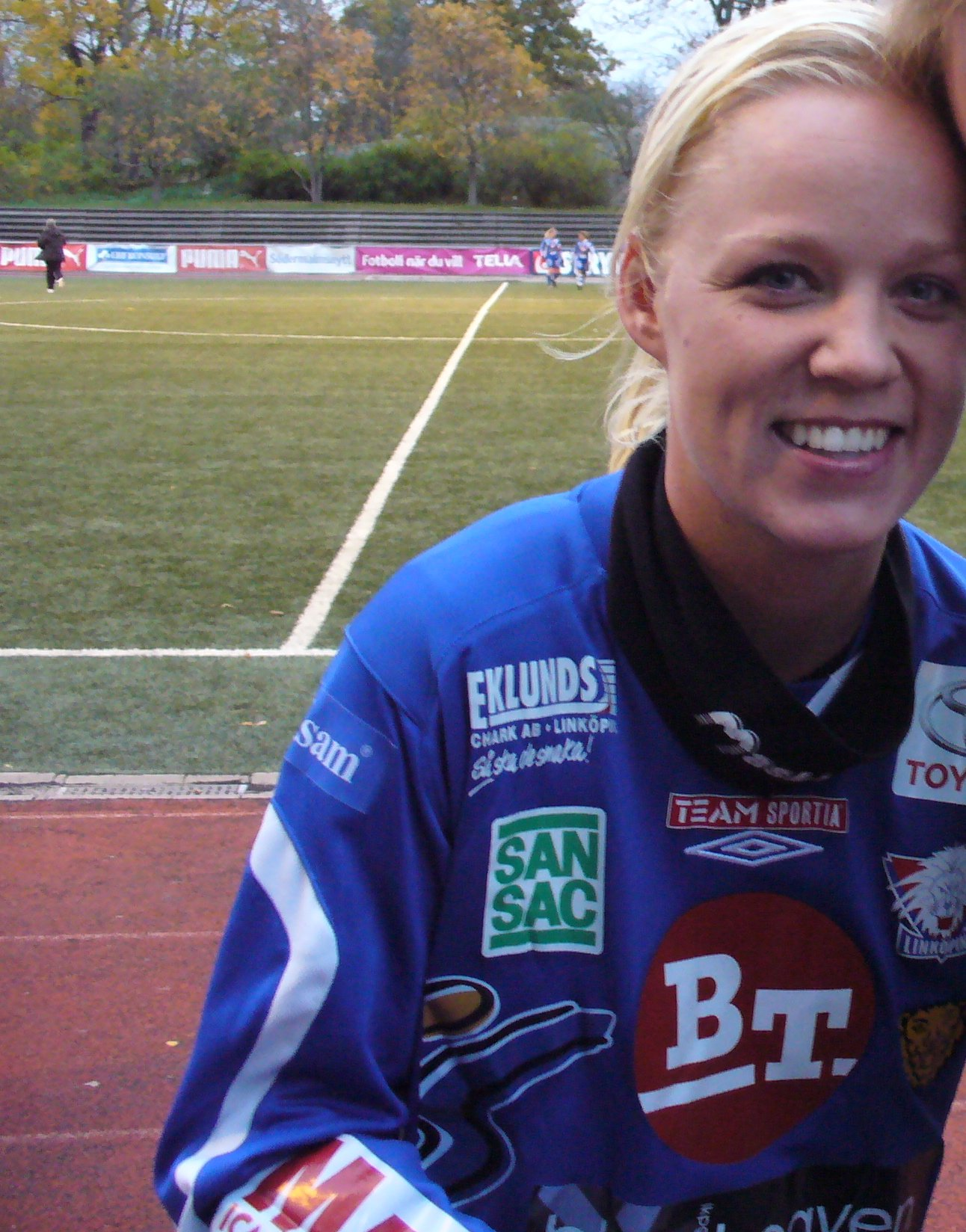
Caroline Seger